# Томболо (Венето)
Томболо (італ. Tombolo, вен. Tonboło) — муніципалітет в Італії, у регіоні Венето, провінція Падуя.
Томболо розташоване на відстані близько 420 км на північ від Рима, 30 км на північний захід від Венеції, 33 км на північний схід від Падуї.
Населення — 8372 особи (2014), у 2015 році населення становило 8352 особи.
Щорічний фестиваль відбувається 30 листопада. Покровитель — S.Andrea.

## Демографія
Населення за роками:

Станом на 1 січня 2023 року в муніципалітеті офіційно проживав 1051 іноземець з 45 країн, серед них 528 громадян країн Євросоюзу та 17 громадян України.

## Сусідні муніципалітети
- Читтаделла
- Галльєра-Венета
- Сан-Джорджо-ін-Боско
- Сан-Мартіно-ді-Лупарі
- Вілла-дель-Конте